# Târgu Lăpuș
Târgu Lăpuș (en húngaro: Magyarlápos) es una ciudad de Rumania en el distrito de Maramureș.

## Geografía
Se encuentra a una altitud de 334 m s. n. m. a 499 km de la capital, Bucarest.

## Demografía
Según estimación 2012 contaba con una población de 13 085 habitantes.
| 1948 | 1956 | 1966 | 1977   | 1992   | 2002   | 2012   |
| s/d  | s/d  | s/d  | 13 218 | 14 303 | 13 355 | 13 085 |